# En sagolik historia
En sagolik historia (originaltitel: Godmothered) är en amerikansk fantasy/dramakomedifilm från 2020 i regi av Sharon Maguire, med manus skrivet av Kari Granlund och Melissa Stack. I rollerna syns bland annat Jillian Bell och Isla Fisher, som innehar filmens två stora huvudroller. Filmen är inspelad i Boston i Massachusetts, där även hela handlingen utspelar sig.
Filmen hade premiär på Disney+ den 4 december 2020.

## Rollista
| Roll                       | Skådespelare                                                    | Svensk röst                                   |
| -------------------------- | --------------------------------------------------------------- | --------------------------------------------- |
| Eleanor Fay Bloomingbottom | Jillian Bell                                                    | Josefina Hylén                                |
| Mackenzie Walsh            | Isla Fisher (vuxen) Erica Parks (barn) Isabelle McNamara (röst) | Sara Huss Kleimar (vuxen) Smilla Wennö (barn) |
| Moira                      | Jane Curtin                                                     | Vicki Benckert                                |
| Paula (Mackenzies syster)  | Mary Elizabeth Ellis                                            | Hanna Hedlund                                 |
| Jane Walsh                 | Jillian Shea Spaeder                                            | Alma Adolfsson                                |
| Mia Walsh                  | Willa Skye                                                      | Lycke Martin                                  |
| Hugh Prince                | Santiago Cabrera                                                | Lucas Krüger                                  |
| Duff                       | Artemis Pebdani                                                 | Ayla Kabaca                                   |
| Grant                      | Utkarsh Ambudkar                                                | Viktor Åkerblom                               |
| Barb                       | Stephnie Weir                                                   | Katrin Sundberg                               |
| Agnes                      | June Squibb                                                     | Anita Molander                                |
| Mr. Clancy                 | Nelson Ascencio                                                 | Daniel Sjöberg                                |

- Regissör – Daniel Sjöberg
- Översättare – Robert Cronholt
- Kreativ ledning – Michael Rudolph
- Studio – SDI Media
- Mix – SDI Media

Svensk version producerad av Disney Character Voices International, Inc.